# 賈森·麥卡尼
賈森·麥卡尼（1968年1月29日—）是一位英格蘭政治人物，他的黨籍是保守黨。自2010年開始，他擔任科恩河谷選區選出的英國下議院議員。在從政之前他曾在BBC利茲電台和ITV工作。他年輕時曾加入英國皇家空軍服役9年，直至1997年退役，最終階級為空軍上尉。